# Ъ
La Ъ, minuscolo ъ, chiamata jer dura, è una lettera dell'alfabeto cirillico. È conosciuta come твёрдый знак (tvërdyj znak, letteralmente "segno duro") in russo moderno, твердий знак (tverdyj znak) in ucraino, цвёрды знак (cvjordy znak) in bielorusso, ер голям (er goljam) in bulgaro moderno.

Si noti che la lettera è assente dalle versioni moderne ucraina e bielorussa dell'alfabeto cirillico (vedi Sezione), per quanto sia conosciuta e abbia un proprio nome distintivo in entrambe le lingue.
La lettera veniva chiamata jor nell'ortografia anteriore alla riforma, in antico russo, ed in antico slavo. In origine il segno Ъ denotava una vocale centrale ultracorta o ridotta. La sua compagna è la jer molle (Ь), che pure in origine rappresentava una vocale ridotta, più frontale di Ъ, ed è usato oggi per indicare la palatalizzazione delle consonanti in tutte le lingue slave che adottano l'alfabeto cirillico, eccetto il serbo ed il macedone, nelle quali si possono trovare sue tracce nelle lettere Љ e Њ. Entrambe le vocali ridotte vengono chiamate jer in filologia slava.

## Uso originale
In antico slavo ecclesiastico, il segno Ъ era un grafema indicante una vocale, che indicava la così denominata vocale ridotta: Ъ = /ŭ/, Ь = /ĭ/ nelle trascrizioni convenzionali. Queste vocali provengono dalle vocali corte indoeuropee /u/ e /i/ (si compari angŭlŭs in latino con ѪГЪЛЪ in antico slavo ecclesiastico).
In tutte le lingue slave occidentali entrambe le jer sono scomparse o sono state trasformate nella vocale /e/. Tuttavia, ancora oggi in molte di queste lingue una consonante dura viene trasformata nella corrispondente molle quando precede una /e/ (es. in ceco dobrý → dobře).

## In russo

### Antico russo: jer
Dall'XI al XIV secolo, il suono originale di Ъ si estinse in tutte le lingue slave, la cosiddetta caduta delle jer viene tipicamente considerata come segno della disintegrazione finale dello slavo comune. In russo le jer caddero interamente nelle posizioni deboli, e vennero rimpiazzate da vocali non ridotte in posizioni forti. La declinazione nel russo moderno viene complicata a volte dalle cosiddette vocali transitive (беглые /ˈbʲe.ɡlɪjə/ fuggitive), che compaiono e scompaiono al posto di una precedente jer. Per esempio (AR: Antico Russo, R: Russo): 
- AR сънъ /ˈsŭ.nŭ/ > R сон /son/ sonno (nom. sing.) — AR съна /sŭ.ˈnа/> R сна /sna/ sonno (gen. sing.)
- AR угълъ /ˈu.ɡŭ.lŭ/ > R угол /ˈu.ɡʌl/ angolo (nom. sing.) — AR угъла /u.ɡŭ.ˈla/ > R угла /u.ˈɡla/ angolo (gen. sing.) ecc...

Le regole di base che governano la caduta delle jer sono le seguenti:
- Le jer forti vengono completamente vocalizzate: ь > е, ъ > о.
- Le jer deboli' cadono interamente, eccetto la ь alla fine delle parole che indica la palatalizzazione.
- Per determinare se una jer è forte o debole, è necessario frammentare il continuo flusso del discorso in parole isolate o insiemi di parole molto comuni che sono detti insieme nel discorso.
- Una jer finale è debole.
- Una jer che è seguita nella sillaba successiva da una vocale non ridotta è debole.
- La jer nella sillaba immediatamente prima di un'altra con una jer debole è forte.
- La jer nella sillaba immediatamente prima di un'altra con una jer forte è debole.

Cioè, in una stringa di sillabe antico-russe, ognuna delle quali ha una vocale ridotta, le vocali ridotte in russo moderno alternativamente cadono o si vocalizzano, e l'ultima jer della sequenza cade forzatamente. Ci sono alcune eccezioni in questa regola, solitamente considerata risultato di analogie con altre parole o altre forme declinate della stessa parola, con una disposizione originale differente di vocali ridotte.

### Russo moderno: segno duro
In russo moderno il segno Ъ viene chiamato duro o forte. Non ha valore fonetico in sé, ed è un puro artefatto ortografico. La sua funzione è separare i prefissi terminanti in consonante da un morfema seguente che inizia con una vocale iotizzata (е, ё, и, ю, я). Il segno Ъ indica il fatto che la semivocale /j/ continua a farsi sentire nella composizione. Funziona quindi come una specie di segno di separazione. La consonante prima del segno Ъ spesso diventa un po' palatalizzata in seguito alla successiva iotizzazione, perciò nel XX secolo fu proposto occasionalmente di eliminare il segno Ъ una volta per tutte, e di rimpiazzarlo col segno Ь, che indica sempre l'indebolimento di una consonante. Tuttavia, anche perché il grado di indebolimento prima di Ъ non è uniforme, queste proposte non hanno mai trovato attuazione pratica.

## In bulgaro
In bulgaro la Р голям, cioè R grande viene usata per indicare la vocale media centrale, di timbro indistinto /ə/ (scevà). Tale vocale può essere tonica o atona e deriva da due suoni antico-slavi distinti, Ъ /ə/ e Ѫ /ɔ̃/, che si sono fusi insieme in un unico fonema vocalico:
- antico slavo: ѪГЪЛЪ > > bulgaro: ъгъл (russo: угол)

La caduta delle jer in bulgaro è avvenuta perciò in modo incompleto.

## In ucraino e bielorusso
Il segno duro è assente nelle versioni ucraina e bielorussa dell'alfabeto cirillico. Le sue funzioni vengono espletate da un apostrofo.
| Lettera Cirillica | Pronuncia IPA | Trascrizione scientifica | Trascrizione inglese | Trascrizione tedesca | Trascrizione francese |
| ----------------- | ------------- | ------------------------ | -------------------- | -------------------- | --------------------- |
| Ъ (Russo)         | /-/           | "                        | non traslitterato    | non traslitterato    | non traslitterato     |
| Ъ (Bulgaro)       | /ə/           | ă                        | a                    | a                    | a                     |